# Michael Drosnin
Michael Drosnin (* 31. Januar 1946 in Brooklyn, New York City; † 9. Juni 2020 in Manhattan, New York City) war ein US-amerikanischer investigativer Journalist und Bestseller-Autor. Er arbeitete u. a. für die Washington Post und das Wall Street Journal.

## Der Bibelcode
Weltweite Popularität brachte ihm das Buch Der Bibelcode, in dem er den angeblich im hebräischen Originaltext der Bibel (der Tanakh) verborgenen Intervallcode behandelt, der auf den israelischen Mathematiker Eliyahu Rips u. den Physiker Doron Witztum zurückgeht. Die Aussagen des Buches beruhen (nach Aussage Drosnins) auf längerer Zusammenarbeit mit Rips sowie auf eigener Anwendung des Codes, die u. a. die spektakuläre Voraussage von Jitzchak Rabins Tod zum Ergebnis hatte. Rips, Witztum sowie der Kollege Rosenberg distanzierten sich von diesem Buch, und Rips bestritt eine Zusammenarbeit mit Drosnin. Trotz massiver Kritik an der angeblichen Unwahrscheinlichkeit eines solchen Codes war Drosnin angeblich weiterhin von der Realität des Prophezeiungen zutage fördernden Decodierungssystems Rips' u. Witztums überzeugt. In seinem dritten Bestseller Der Bibelcode II - Der Countdown warnte er die Öffentlichkeit vor einem „Nuklearen Holocaust“ im Jahr 2006.
Drosnin starb im Alter von 74 Jahren in seinem Zuhause an den Folgen einer Herzerkrankung.

## Werke
- Howard Hughes. Das wahre Gesicht der Macht („Citizen Hughes“). Heyne, München 2005, ISBN 3-453-64003-9[2].
- Der Bibelcode („The Bible-code“) 1997, ISBN 3-453-12923-7.
- Der Bibelcode II - Der Countdown („Bible-Code II“). Heyne, München 2004, ISBN 3-453-87892-2.